# Сражение при Кричвице
 Сражение при Кричвице — боестолкновение русского корпуса принца Евгения Вюртембергского с французским корпусом Вандама  в предместье Кёнигштайна  у селения  Кричвиц 26 августа 1813 года.

## Предыстория
22 августа колонны Богемской армии перешли Рудные горы.  Корпус Витгенштейна  с боем занял Пирну.
23 августа на совещании монархов в Цёблице  было решено овладеть Дрезденом:  защитить корпус Витгенштейна у Пирны, отвлечь внимание Наполеона от действий Силезской армии Блюхера и Северной армии  Бернадота; опередить Наполеона и ударить ему в тыл.
25 августа французский маршал Сен-Сир отвел свой корпус ( до 30 тыс. чел.) в Дрезден и занял заранее устроенные укрепления.  22 августа Наполеон, получив донесение о наступлении Богемской армии, с гвардией,  шестым корпусом Мармона и кавалерией  Латур-Мобура ускоренно двинулся на помощь Сен-Сиру.   Оставшиеся войска в Силезии (примерно 80 тыс. человек)  были подчинены Макдональду.
25 августа Богемская армия приступила к развертыванию на высотах по обеим сторонам Плауэнского оврага  около Дрездена.  Отряд принца Евгения Вюртембергского  (второй пехотный корпус, часть первого пехотного корпуса,  26 орудий) численностью до 13000 чел. был направлен Витгенштейном к  Цегисту   для наблюдения переправы у Кёнигштайна.
25 августа принц Евгений получил донесения о появлении у Кёнигштайна крупных сил Вандама.   Наполеон планировал усилить гарнизон Дрездена отрядом в 40 тысяч чел.,  а основные силы  французской армии направить от Столпена  к переправе у Кёнигштайна, и , совместно с корпусом Вандама, ударить в тыл Богемской армии, прижать её к  Эльбе, лишённую мостов, и уничтожить.   Однако, 25 августа в Столпене Наполеон получил известие о поражении маршала Удино при Гросберене.  Неожиданная весть изменила планы полководца.

Предместья Кёнигштайна. Карта середины XIX века

## Ситуация накануне сражения
25 августа принц Евгений выдвинул свои войска от Цегиста навстречу французским частям Вандама с целью замедлить дебуширование последних у  Кёнигштайна и защитить тыл Богемской армии со стороны Пирны.  Арьергард принц Евгений расположил в лесу  на высоте Ноненштайн около Эльбы. Утром 26 августа в результате боестолкновения на аванпостах  были захвачены французские пленные,  которые показали, что в ночь с 25 на 26 августа войска Вандама численностью до 50 тыс. чел. переправились через Эльбу.  Принц Евгений тотчас направил донесение Витгенштейну.
В полдень 26 августа Великий князь Константин Павлович, следуя с резервами через Котту к Дрездену, выделил принцу Евгению Лейб-кирасирский полк её Величества  под командованием принца Леопольда.
В 4 часа по полудню к принцу Евгению прибыл граф Остерман-Толстой с «целью принять командование над всеми войсками, собранными у Кёнигштайна».   Остерман-Толстой «добровольно предоставил принцу Евгению управление дальнейшим ходом действий».

## Ход сражения
26 августа в 8 часов утра принц Евгений, используя рельеф местности,  развернул свои  войска между Кричвицем  и  Струпенем на выгодной позиции:
фронт которой был прикрыт оврагом; правое крыло, усиленное селением Кричвиц, примыкало к обрывистому берегу речки Готлейбе, а левое к селению Струпенем и к Эльбе. Неприятель, наступая против этой позиции, вынужден был дебушироваться из леса и развертываться под выстрелами русской артиллерии
В центре позиции за оврагом  в две линии были развернуты Кременчугский,  Волынский,  Тобольский  полки.   У Кричвица на правом крыле был развернут Волынский полк.  На левом у Гросс-Струпена четвёртый егерский полк.  Впереди первой линии  была развёрнута артиллерия из 16 орудий полковника Байкова.  Кирасиры и гусары были в резерве.
Вандам решил разбить русский корпус и ударить в тыл Богемской армии. В 4 часа французы пошли в наступление на позиции корпуса. Арьергарды принца Евгения не устояли и были выбиты с занимаемых позиций.   Генерал  Гельфрейх отступил от Леопольдсгайна к Ротверндорфу, полковник Вольф с Черниговским полком и двумя орудиями отступил на высоту, расположенную между Струпенем и Эльбой, и примкнул к левому крылу позиции.  Муромский полк   отступил к Кричвицу.  Отряд генерала Иловайского был направлен  к Гисгюбелю  для наблюдения дороги на Петерсвальд.
Французы атаковали Кричвиц. Граф Остерман был контужен, но не оставил поле боя. Командир Муромского полка подполковник Фитингоф был убит.  Затем, на левое крыло, где были развернуты части второго пехотного корпуса под командованием князя Шаховского, двинулись несколько колонн французских войск. Потери русских, особенно в рядах четвёртого егерского полка,  были «весьма чувствительны».  Однако, до самой ночи позиция левого фланга была удержана.
В своих исследованиях историк Ливен писал, что «русские сражались умело и храбро». Были задействованы резервы включая «кирасиров Леопольда». Нападение неприятеля было отражено «на всех пунктах».
Учитывая потери  (до 1800 чел. во втором пехотном корпусе), а также рассчитывая на возможное усиление своего отряда и на победу Богемской армии,  принц Евгений к ночи отвел свои войска  ближе к Дрездену на высоты между Пирной и Цегистом за речку Готлейбе.
Одновременно направил донесение о сражении в Главную квартиру.
Получив известие, главнокомандующий Богемской армии князь Шварценберг дал указание Барклай-де-Толли усилить корпус принца Евгения. Утром, 27 августа к войскам принца присоединились первая гвардейская дивизия Ермолова с 56 орудиями, а также полки Лейб-гусарский и Татарский уланский.  Численность корпуса возросла до 18500 чел.

## Итог сражения
Вандам после упорного боя с принцем Евгением пришёл к выводу, что перед ним сильный 20 тысячный русский корпус,   который постоянно усиливался.  Корпус Вандама простоял в бездействии весь день 27 августа  до утра 28 августа.  Кроме того, в указанный период времени, Вандам «не получил никаких определённых приказаний».   Одна из причин  - поведение Наполеона.   28 августа он с гвардией занял Пирну и был в 30 верстах от Кульма. Ему ничего не стоило совместно с корпусом Вандама занять выходы «из горных теснин», через которые двигались отступающие части Богемской армии после битвы при Дрездене.  Однако,  на следующий день Наполеон с гвардией внезапно возвратился в Дрезден: к известию о поражении маршала Удино при Гросберене добавилась весть о победе Силезской армии под командованием Блюхера на реке Кацбах.  Войска Сен-Сира и Мортье, которые ранее планировали оказать содействие Вандаму,  также изменили направления действий: Сен-Сир повернул к Максену,   Мортье  остановился у Пирны. При таких обстоятельствах, Вандам  остался в одиночестве в тылу Богемской армии.